# Kondós (ort i Grekland)
Kondós (Kontos) är en ort i Grekland.   Den ligger i prefekturen Nomós Piraiós och regionen Attika, i den sydöstra delen av landet, 30 km sydväst om huvudstaden Aten. Kondós ligger 146 meter över havet och antalet invånare är 138. Den ligger på ön Egina.
Terrängen runt Kondós är platt åt nordväst, men åt sydost är den kuperad. Havet är nära Kondós åt nordväst.  Närmaste större samhälle är Aegina, 4,9 km väster om Kondós. 